# Praia de Tremembé
Tremembé é um praia brasileira localizada na cidade de Icapuí no estado do Ceará.
Localizadas entre um mangue e o vale do rio arrombado. É conhecida pelo grau de conservação do ecossistema. Possui uma população de pescadores e um pequeno núcleo urbano que vem se estruturando a partir da execução de projetos de urbanização.